# Bord de la Marne (Cézanne)
Bord de la Marne (l'Île Machefer à Saint-Maur-des-Fossés) est une huile sur toile de Cézanne conservée au musée de l'Ermitage de Saint-Pétersbourg. Elle a été composée entre 1888 et 1890 et mesure 65,5 cm sur 81,3 cm.
L'œuvre représente les bords de la Marne, à Saint-Maur-des-Fossés, avec une maison et des saules et peupliers se reflétant dans l'eau, en été. Cézanne avait besoin de peindre en plein air pour trouver son inspiration sur le motif.
Cézanne a peint deux autres tableaux présentant cette même vue : Maison au bord de la Marne (qui fait partie des collections de la Maison Blanche à Washington) et Bords de Marne (localisation inconnue).